# Citroën C5 Aircross
Citroën C5 Aircross —  компактный кроссовер, выпускаемый французской компанией Citroën с конца 2017 года. Изначально автомобиль представлял собой концепт-кар Citroën Aircross, впервые показанный на Шанхайском автосалоне 2015 года. Серийный экземпляр был официально представлен для китайского рынка на Шанхайском автосалоне 2017 года. Продажи в Китае стартовали осенью 2017 года.
Для европейских покупателей модель была представлена на Женевском автосалоне 2018 года, а продажи стартовали в конце 2018 года. Тогда же полноценное производство C5 Aircross началось во Франции на заводе PSA в г. Ренн.

## Дизайн
Благодаря широкому и длинному капоту, а также почти вертикальной форме передка и узкой двухэтажной головной оптики габариты C5 Aircross визуально кажутся намного больше, чем есть на самом деле.
Автомобиль имеет крупные 18-дюймовые двухцветные литые диски.
В салоне характерно выделяется пухлый мультируль с лепестками смены передач, а также большое количество дефлекторов на торпеде, а также весьма массивная консоль между сидениями. На торпеде установлен цифровой 12,3-дюймовый приборный щиток, ряд сенсорных кнопок под 8-дюймовым дисплеем мультимедийной системы. Мультимедийная система C5 Aircross работает с Apple CarPlay, Mirrorlink и Android Auto. Для удобства в салоне также имеется встроенный видеорегистратор, беспроводная зарядка для смартфонов (стандарт Qi).
Большая панорамная раздвижная крыша делает салон значительно просторнее сверху.
Однако, несмотря на эргономику салона, с водительской стороны водителю не видно многие кнопки, настройки температуры климат-контроля можно менять лишь через меню медиасистемы.

## Конструкция
Citroën C5 Aircross стал первым серийным автомобилем Citroën, который имеет шасси собственной разработки (предшествующий C4 Aircross являлся модернизированным Mitsubishi ASX). Новый С5 Aircross базируется на модульной платформе EMP2 (англ. Efficient modular platform 2), которая также применена на Peugeot 3008, 5008 и DS 7 Crossback.
В 2016 году марка Citroën взяла курс на программу «Citroen Advanced Comfort», то есть плавное и простое передвижение в пространстве. Первым автомобилем новой программы был C4 Cactus, и С5 Aircross стал продолжением в программной линейке Citroën.
Конструктивно подвеска на C5 Aircross схожа с хетчбэком Peugeot 308: спереди стойки McPherson, а сзади полузависимая балка. Однако, в конструкции подвески C5 Aircross применяется фирменная система «Progressive Hydraulic Cushions» с гидравлическими ограничителями хода, которая стала «преемницей» гидропневматической подвески «Hydractive». Благодаря новой системе была значительно улучшена плавность хода. В самой компании плавность работы подвески именуют как «ковёр-самолёт».

## Двигатели
Базовым бензиновым двигателем европейского C5 Aircross является 1,2-литровый турбированный агрегат семейства «PureTech», а за доплату покупателю предлагается 180-сильный двигатель объёмом 1.6 литра.
Базовым турбодизелем является 1.5 HDI (DV5RC) мощностью 131 л.с. и максимальным крутящим моментом 300 Нм. Также за доплату оснащается 180 cильным 2.0 HDI (DW10FC) максимальный крутящий момент которого составляет 400 Нм.
В 2020 году стала выпускаться версия C5 Aircross Hybrid оснащённая 1,6-литровым гибридным турбированным двигателем мощностью 180 л. с., совмещённым с 110-сильным электродвигателем, установленным на передней оси. Благодаря этому C5 Aircross стал первым гибридным автомобилем Citroën.
На китайские C5 Aircross ставятся двигатели с турбонаддувом 1,6  и 1,8 литра, которые также используются в китайских Citroën C5 и C6, Peugeot 4008 и 5008, Peugeot 508 и некоторых моделях DS.
Как на китайских, так и на европейских C5 Aircross применяются автоматические коробки Aisin АТ6 и АТ8 с конструкцией «Tiptronic» третьего поколения.

## Безопасность
Автомобиль прошел тест Euro NCAP в 2019 году:
| Euro NCAP                                           | Euro NCAP | Euro NCAP | Euro NCAP             |
| --------------------------------------------------- | --------- | --------- | --------------------- |
| · общий рейтинг                                     |           |           |                       |
| 87%                                                 | 86%       | 58%       | 75%                   |
| взрослый пассажир                                   | ребёнок   | пешеход   | активная безопасность |
| Протестированная модель: Citroën C5 Aircross (2019) |           |           |                       |